# Ohtaius lunulatus
Ohtaius lunulatus es una especie de coleóptero de la familia Endomychidae.

## Distribución geográfica
Habita en Ceylán.